# إنترنت إكسبلورر موبايل
إنترنت إكسبلورر موبايل (بالإنجليزية: Internet Explorer Mobile)‏، نسخة من الإنترنت إكسبلورر متوافقة مع نظامي ويندوز موبايل وويندوز سي إي. النسخة لا تشبه لحد كبير المتصفح الشهير الإنترنت إكسبلورر، لكنها تعمل مع الأجهزة الكفية وكمبيوتر الجيب المتوافقة مع ويندوز موبايل وويندوز سي إي. النسخة الأولى أدرجت مع ويندوز سي إي 1.0 في نوفمبر 1996.